# David Raya
David Raya Martín (* 15. září 1995 Barcelona) je španělský profesionální fotbalový brankář, který chytá za anglický klub Arsenal FC a za španělský národní tým.
Raya je odchovancem španělského klubu UE Cornellà. Následně přešel do akademie Blackburnu, kde zahájil svoji profesionální kariéru a v roce 2019 přestoupil do Brentfordu, se kterým vybojoval postup do Premier League.

## Klubová kariéra

### Blackburn Rovers
Brankář Raya, který se narodil v Barceloně, zahájil svou kariéru v rodném Španělsku v týmu UE Cornellà. V červenci 2012 se přestěhoval do Anglie, kde se připojil k Blackburnu Rovers. Prošel klubovou akademií a dne 26. února 2014 podepsal svou první profesionální smlouvu.

#### Southport (hostování)
Raya získal první zkušenosti s dospělým fotbalem v průběhu čtyřměsíčního hostování v pětiligovém klubu Southport FC v první polovině sezóny 2014/15. V klubu debutoval 20. září 2014 v ligovém zápase proti Macclesfieldu, při prohře 0:3. Své první čisté konto udržel ve svém třetím zápase v dresu The Sandgrounders, a to 30. září při výhře 1:0 nad Grimsby Town.
Po svém návratu do Ewood Parku na konci roku se stal stabilním členem klubové "jednadvacítky". V A-týmu Blackburnu debutoval 4. dubna v ligovém zápase proti Leedsu, který Rovers vyhráli 3:0. V sezóně odchytal ještě jedno utkání, a to v zápase posledního kola proti Ipswichi. V dubnu 2015 podepsal novou tříletou smlouvu.
Sezónu 2015/16 začal Raya jako brankářská jednička, z prvních pěti ligových utkání však Rovers nevyhráli žádný, a tak dostal v brance šanci Jason Steele, který si tuto pozici udržel po zbytek sezóny. Raya plnil roli brankářské dvojky i přes majoritní část ročníku 2016/17. Mezi tři tyče v ligovém zápase nastoupil až v 42. kole, a to v utkání proti Nottinghamu Forest, Raya si udržel při výhře 1:0 čisté konto a odchytal i zbylé čtyři ligové zápasy sezóny.
Po sestupu Rovers do League One na konci sezóny 2016/17, a po odchodu Steela do Sunderlandu, se Raya stal nadobro brankářem číslo jedna. V sezóně odchytal 45 z 46 možných ligových zápasů, ve kterých udržel 17 čistých kont, a pomohl klubu k přímému postupu zpátky do druhé nejvyšší soutěže. V sezóně 2018/19 si udržel místo v základní sestavě a během sezóny, ve které pomohl klubu k udržení se v Championship, odchytal 46 utkání.

### Brentford
Dne 6. července 2019 přestoupil Raya do Brentfordu za poplatek v údajné výši okolo 3 milionů £. Španělský brankář podepsal smlouvu na čtyři roky. Jeho výkony v první polovině sezóny 2019/20 mu přinesly nominaci na Brankáře roku na London Football Awards 2020 a díky 16 čistým kontům v ligových zápasech obdržel spolu s Bartoszem Białkowskim ocenění EFL Golden Glove (pro brankáře, kteří udrželi nejvíce čistých kont v průběhu sezóny EFL Championship). Raya odehrál 49 zápasů během sezóny, ve které Brentford prohrál ve finále postupového play-off o postup do Premier League proti Fulhamu.
Spekulace o Rayově odchodu a jeho zranění vedly k tomu, že Raya byl během předsezónních turnajů a na začátku sezóny 2020/21 vyřazen z A-týmu. Poté, co odehrál dvě utkání v EFL Cup s kapitánskou páskou, podepsal 2. října 2020 novou čtyřletou smlouvu a stal se opět brankářskou jedničkou. Ve zbytku sezóny již Raya nevynechal jediné utakání a v 48 zápasech udržel 17 čistých kont. Pomohl týmu k postupu do nejvyšší soutěže poté, co ve finále postupového play-off udržel čisté konto při výhře 2:0 nad Swansea City.
V Premier League Raya debutoval v prvním kole sezóny 2021/22, 13. srpna udržel čisté konto v zápase proti londýnskému Arsenalu. Další čistý štít si na své konto připsal hned v následujícím ligovém zápase proti Crystal Palace, utkání skončilo bezbrankovou remízou.

## Statistiky
K 18. září 2021
| Klub              | Sezóna  | Liga               | Liga   | Liga | FA Cup | FA Cup | EFL Cup | EFL Cup | Ostatní | Ostatní | Celkem | Celkem |
| Klub              | Sezóna  | Liga               | Zápasy | Góly | Zápasy | Góly   | Zápasy  | Góly    | Zápasy  | Góly    | Zápasy | Góly   |
| ----------------- | ------- | ------------------ | ------ | ---- | ------ | ------ | ------- | ------- | ------- | ------- | ------ | ------ |
| Blackburn Rovers  | 2014/15 | Championship       | 2      | 0    | —      | —      | 0       | 0       | —       | —       | 2      | 0      |
| Blackburn Rovers  | 2015/16 | Championship       | 5      | 0    | 0      | 0      | 0       | 0       | —       | —       | 5      | 0      |
| Blackburn Rovers  | 2016/17 | Championship       | 5      | 0    | 1      | 0      | 2       | 0       | —       | —       | 8      | 0      |
| Blackburn Rovers  | 2017/18 | League One         | 45     | 0    | 0      | 0      | 2       | 0       | 0       | 0       | 47     | 0      |
| Blackburn Rovers  | 2018/19 | Championship       | 41     | 0    | 2      | 0      | 3       | 0       | —       | —       | 46     | 0      |
| Blackburn Rovers  | Celkem  | Celkem             | 98     | 0    | 3      | 0      | 7       | 0       | 0       | 0       | 108    | 0      |
| Southport (host.) | 2014/15 | Conference Premier | 16     | 0    | 6      | 0      | —       | —       | 2       | 0       | 24     | 0      |
| Brentford         | 2019/20 | Championship       | 49     | 0    | 0      | 0      | 0       | 0       | 0       | 0       | 49     | 0      |
| Brentford         | 2020/21 | Championship       | 45     | 0    | 0      | 0      | 3       | 0       | 0       | 0       | 48     | 0      |
| Brentford         | 2021/22 | Premier League     | 5      | 0    | 0      | 0      | 0       | 0       | —       | —       | 5      | 0      |
| Brentford         | Celkem  | Celkem             | 99     | 0    | 0      | 0      | 3       | 0       | 2       | 0       | 102    | 0      |
| Celkem            | Celkem  | Celkem             | 213    | 0    | 9      | 0      | 10      | 0       | 2       | 0       | 234    | 0      |

## Ocenění

### Klubové

#### Brentford
- Play-off EFL Championship: 2021[28]

### Individuální
- EFL Golden Glove: 2019/20[19]